# Panicum miliaceum

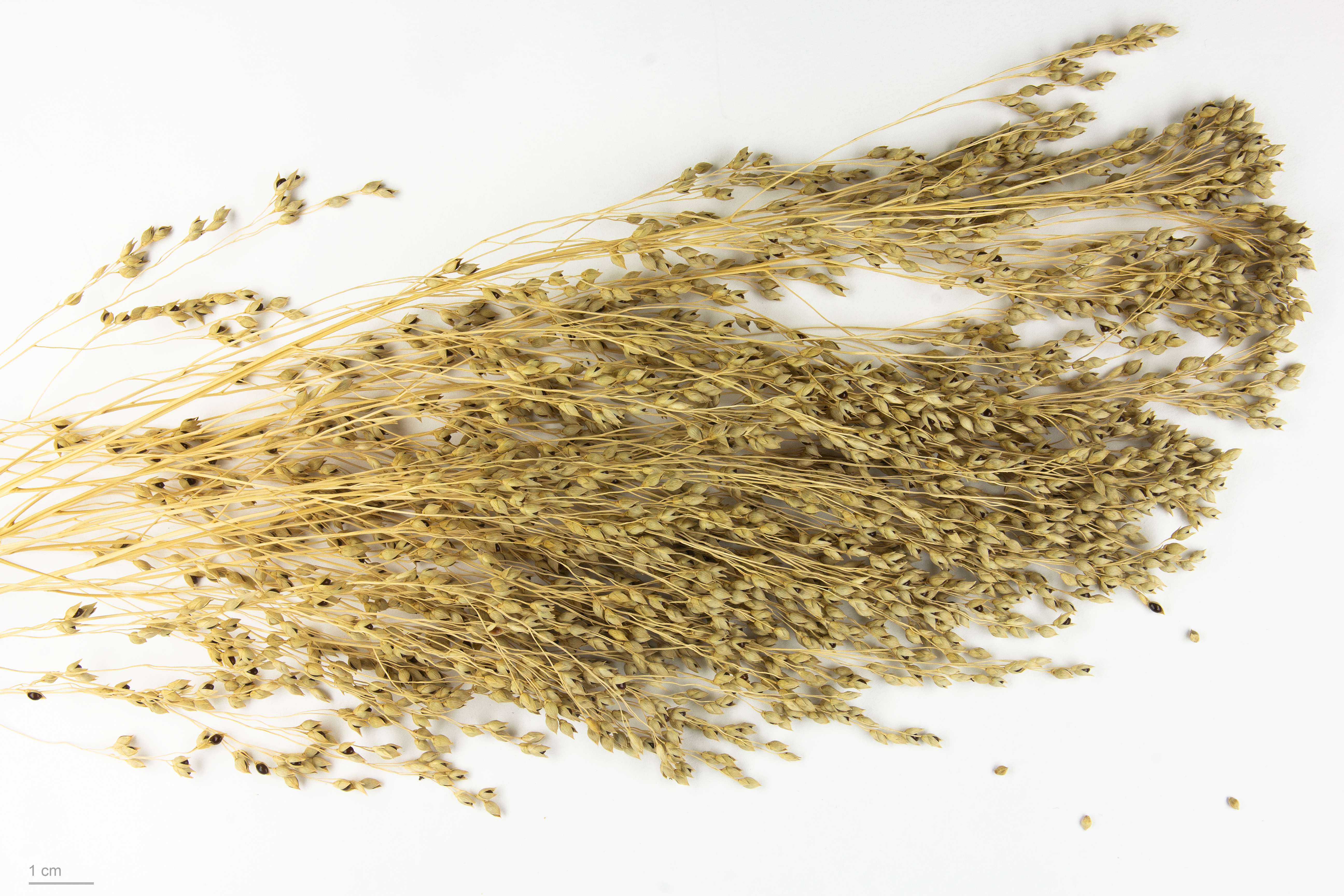
Panicum miliaceum (MHNT)

Panicum miliaceum é uma espécie de planta com flor pertencente à família Poaceae, do tipo fisionómico das terófitas. O nome vulgar desta espécie em português é painço, tanto em Portugal como no Brasil (se bem que em Portugal este nome também se refere à espécie europeia Setaria italica).
Floresce entre Julho e Outubro.

## Nomes comuns
Além de «painço», dá pelos nomes comuns: milho-miúdo,milhete, milho-alvo, mileto ou pão-de-passarinho, painço-vermelho, painço-branco e milheto.

### Etimologia
Do que toca ao nome científico:
- O nome genérico, Panicum, é um dos antigos nomes latinos para o painço (Setaria italica)[10], e significa «aquilo com que se faz pão».[11]

- O epíteto específico, miliaceum,  que é uma inflexão do étimo latino miliaceus,[12] o qual por seu turno remete para o milho-miúdo.[13]

Do que toca ao nome comum «painço», este consiste numa corruptela do étimo latino que serve de nome genérico para esta espécie, panicum.

## História
As designações de «milho», «milhos» e «painço» aparecem com frequência nos autores portugueses do século XVI. À medida que os portugueses foram conhecendo novas terras, já nalgumas delas o «milho» era um alimento sobremaneira importante e não raros são os autores mencionam as «lavras de milho» nas terras com que iam contactando.
Até ao século XVI, isto é, até ao contacto dos povos europeus com o Novo Mundo, o substantivo «milho» era dado indistintamente a várias espécies do Velho Mundo, pelo que a simples indicação do nome não permite à historiografia moderna verificar qual a espécie ou espécies a que os autores se referem concretamente.
Veja-se que em Portugal, historicamente, o nome genérico «milho» também se dava à espécie Panicum miliaceum L.. 

## Distribuição
A distribuição original do painço radica da Ásia Central, sendo certo que, segundo certos autores, as suas origens primordiais serão o subcontinente indiano e a região de Mianmar.
É cultivada na Eurásia há milhares de anos.
Cresce braviamente na Europa Central, entre charnecas e arneiros. Podendo, inclusive despontar espontaneamente em jardins, mercê das sementes terem sido dispersadas na bicarrada de aves.

### Portugal
Trata-se de uma espécie presente no território português, nomeadamente em Portugal Continental, no Arquipélago dos Açores e no Arquipélago da Madeira.
Em termos de naturalidade é introduzida nas três regiões atrás referidas.

### Protecção
Não se encontra protegida por legislação portuguesa ou da Comunidade Europeia.

## Ecologia
O painço adapta-se bem a quase qualquer tipo de solo e condições climatéricas, tem um período de crescimento curto e não precisa de muita água para viçar. Dentre todas as variedades dos cereais principais, prima por ser a menos carente de água. Destarte, é um cultivar que prospera em cultivos de sequeiro.

## Taxonomia
Panicum miliaceum foi descrita por Carlos Lineu e publicado na Species Plantarum 1: 58. 1753.

### Sinonímia
- Leptoloma miliacea (L.) Smyth
- Milium esculentum Moench
- Milium panicum Mill.
- Panicum asperrimum Fisch.
- Panicum asperrimum Fischer ex Jacq.
- Panicum densepilosum Steud.
- Panicum milium Pers.
- Panicum ruderale (Kitag.) D.M.Chang
- Panicum spontaneum Zhuk.[24][25]